# Jeu narratif
Un jeu narratif, traduction de l'anglais storygame, est un jeu de société dont le but est de créer une histoire à plusieurs voies. Il emprunte souvent des mécanismes aux jeux de rôle sur table, la limite entre le domaine du jeu de rôle et celui des jeux narratifs étant quelquefois mince. Selon Paul Czege, les jeux narratifs sont simplement un genre de jeux de rôle ayant pour particularité d'être centrés sur les mécaniques de jeu et la collaboration.
On utilise également le terme jeu narrativiste, qui est un néologisme et désigne à l'origine une manière particulière de jouer et pas à proprement parler un type de jeu ; cependant, la confusion est fréquente et les termes « narratif » et « narrativistes » sont souvent utilisés l'un pour l'autre.
Le terme est utilisé dans plusieurs sens, et de manière assez confuse. En particulier, il sert parfois à désigner
- ce que certains appellent les jeux de rôle à narration partagée, ou à autorité partagée, responsabilité partagée ;
- des jeux de rôle indépendants ou indie.

« Nous avons donc une catégorie de jeu qui a) ne sert à rien, b) ne veut plus rien dire et c) sert principalement à dire du mal des jeux qu'on n'aime pas. Et même quand il est utilisé à raison, ce terme a 2+ sur 1d10 chances de provoquer un réflexe de refus en face. Et le plus beau, c'est que tout le monde est persuadé de savoir de quoi on parle et prend des décisions sur base de sa définition personnelle. »

— Grégory Pogorzelski, Quand j'entends le mot “narrativiste”…

## Définitions

### Approche générale
La définition de base — créer une histoire à plusieurs — est très vaste. D'ailleurs tous les jeux de rôle rentrent dans cette définition. Plus que de jeux narratifs, il faudrait parler d'une « communauté narrative », des personnes mettant en avant — créant ou se passionnant pour — des mécanismes gérant la narration. La définition exacte fait d'ailleurs débat sur les forums Internet.
Nous pouvons tenter un portrait en creux en considérant deux situations extrêmes, voire caricaturales. La première est une partie de jeu de rôle sur table (1974) avec un scénario très linéaire, par exemple centré sur l'exploration d'un lieu, ou bien une situation dans laquelle les personnages subissent des événements extérieurs indépendants de leur volonté. L'histoire a été presque entièrement pensée par l'auteur du scénario ; la contribution à l'histoire des joueurs — y compris du meneur de jeu si celui-ci n'est pas l'auteur du scénario — est finalement marginale. Quel que soit le groupe qui joue, chaque « scène » a les mêmes situations initiales et des situations finales probablement peu différentes, seul le mode de résolution de la scène peut changer.
Les règles du jeu sont là essentiellement pour gérer la simulation des actions et toute l'habileté du meneur de jeu est idéalement centrée sur le fait de faire croire aux joueurs qu'ils influent sur le cours de l'histoire, alors qu'ils n'influent que sur la situation. Dans la typologie proposée par Joseph Young dans Le Truc impossible avant le petit-déj’, c'est un jeu de type « illusionisme » ou « participationnisme ».
L'autre situation est le jeu de société Il était une fois… (1995) : les joueurs disposent de cartes figurant des éléments narratifs — personnages (prince, marâtre), objets (épée), lieux (royaumes) — et doivent inventer une histoire mettant en scène ces éléments. Un joueur commence une histoire et pose une carte chaque fois qu'il utilise un élément narratif ; il peut être interrompu par un autre joueur s'il introduit un élément dont celui-ci possède la carte, ce joueur prenant alors la suite de la narration. Le but du jeu est de se débarrasser de ses cartes. On peut aussi citer le jeu du Cadavre exquis (1925) : chacun des participants écrit à tour de rôle une partie d'une phrase, dans l'ordre sujet-verbe-complément, sans savoir ce que les précédents ont écrit.
On a dans ce deuxième cas des jeux dont les règles sont là pour stimuler la narration à plusieurs en imposant des contraintes : collaboration imposée, contrainte sur les éléments d'histoire dans Il était une fois…, contrainte grammaticale dans le Cadavre exquis.
Les exemples cités ne font pas partie de la mouvance narrative :
- les jeux de rôle « classiques », car le terme « jeu narratif » a justement été inventé pour se distinguer du jeu de rôle ;
- Il était une fois… et le Cadavre exquis, car ces jeux ne génèrent pas des histoires cohérentes du fait de leurs mécanismes, en raison de la concurrence pour Il était une fois… et en raison de l'ignorance pour le Cadavre exquis.

Les jeux dits narratifs naviguent entre ces deux extrêmes, certains étant plus proches du jeu de rôle « classique », d'autres du Jeu de société. Ils se distinguent également du théâtre d'improvisation : le but d'un jeu narratif est de construire un récit ; dans le théâtre d'improvisation, l'interprétation du rôle tient une part importante et l'histoire se résume en général à une scène dont la durée est celle de l'interprétation, soit quelques minutes (bien qu'elle puisse atteindre les 45 minutes dans le cas du deus ex machina).
Pour certaines personnes, les jeux narratifs sont simplement les « jeux ressemblant aux jeux de rôle ».
Si l'on en revient à la comparaison des jeux narratifs avec les jeux de rôle « classiques », ces jeux ont en commun :
- l'histoire se construit à plusieurs ; les joueurs décrivent ce que font un ou plusieurs protagonistes ;
- il ne suffit pas de regarder le « matériel de jeu » (cartes, pions, plateau) pour savoir « où on en est » de la partie (si la fin approche, qui gagne) ; il faut avoir suivi la partie, le support principal de jeu est la fiction (immatérielle) ;

mais dans un jeu de rôle, on s'intéresse à savoir ce que fait un personnage (comment il le fait, s'il réussit) ; alors que dans un jeu narratif, on s'intéresse à la manière dont le joueur raconte l'action (s'il réussit à la raconter, comment il la raconte). Dans les jeux de rôle, la compétence principale du joueur consiste à trouver une solution à un problème et à la mettre en œuvre avec son personnage, à partir d'une situation proposée par le meneur de jeu ; dans un jeu narratif, la compétence principale du joueur est de construire un récit en respectant des éléments imposés, à créer les situations et à s'exprimer. Dans les narrations, Robin D. laws (en) fait la distinction entre les scènes procédurales et les scènes dramatiques : dans les deux cas, les personnages doivent surmonter des obstacles, mais
- dans les scènes procédurales, il s'agit de problèmes pratiques, externes, comme rassembler des indices, se battre, défoncer une porte, explorer un lieu ;
- dans les scènes dramatiques, les personnages cherchent à modifier un ressenti émotionnel, en général via des interactions tendues avec d'autres personnages, comme obtenir le pardon d'un proche ou lui faire prendre conscience de ce qu'il ressent.

Le jeu de rôle traditionnel[Quoi ?] tourne essentiellement autour des scènes procédurales, tandis que les jeux indie ont introduit des mécanismes pour gérer les scènes dramatiques.
Donc, dans le cas du jeu de rôle comme dans celui du jeu narratif, la forme du jeu — énoncer chacun son tour des éléments d'histoire — et le matériel sont identiques, mais les mécanismes de jeu sont différents.

### Sens général
Un jeu narratif est un jeu dans lequel les règles définissent la manière dont se déroule la narration. Dans la plupart des jeux de rôle « classiques », ces règles-là sont implicites, les livres de base comportent au mieux une section « qu'est-ce que le jeu de rôle » décrivant le fonctionnement de base d'une partie. Dans les jeux narratifs, le « qui dit quoi et quand » est codifié, il fait partie des règles du jeu, du « système ». Ceci est exprimé par le principe de Lumpley, ou principe de Baker-Care : 

« Le système (qui inclut “les règles”, mais ne s'y limite pas) désigne les moyens que le groupe utilise pour imaginer les événements se déroulant au cours de la partie. 
(en) System (including but not limited to ‘the rules’) is defined as the means by which the group agrees to imagined events during play. »

— D. Vincent Baker, Periodic Refresher
Les jeux narratifs mettent donc en œuvre des mécanismes explicites pour générer des récits. Ce faisant, cela peut mener à une rupture de l'immersion, de la suspension consentie de l'incrédulité, et en particulier du ressenti émotionnel : certains rôlistes apprécient de ressentir la peur, l'inquiétude, l'exaltation à travers leur personnage, et certains mécanismes peuvent aller à l'encontre de ces émotions.

« On désigne souvent par indy ou narrativiste un ensemble hétérogène de jeux [… qui] ont eu une démarche intéressante : étudier comment on joue pour qu'ensuite le jeu entier enrichisse la partie : ne plus limiter le système à une résolution d'actions, mais le considérer comme un outil de jeu parmi d'autres. Ces jeux […] mettent a minima en exergue certains comportements autour de la table, tout en fournissant des outils pour les utiliser s'ils sont bénéfiques à la partie, ou les limiter s'ils sont nuisibles. […] Ne confondez pas avec narrativisme : une théorie qui met l'emphase sur la façon de raconter l'histoire et la gestion de la parole autour de la table. »

— Loris Gianadda, De la triche sur les dés : Le dé, ce mal-aimé

« […] pour moi, un JN [jeu narratif] se définit d'abord par la place que tient le système, simplement parce que c'est le plus petit et robuste dénominateur commun.
[…] ces jeux ont une problématique plutôt qu'un univers. Ça n'a l'air de rien mais c'est une différence essentielle. Matériellement d'abord, parce que dans un JN, on ne trouve pas x pages d'univers. Or, économiquement, le JDR [jeu de rôle] s'est formé autour de ce modèle du gros livre.
[…] c'est […] nettement une plus-value par rapport au JDR, en termes de jouabilité. Dans un JDR, le MJ doit [lire la description de l'univers], apprendre et surtout mémoriser, puis régurgiter sans aucune aide. Pour ne pas parler des joueurs qui sont censés connaître l'univers. Ça marche bien avec un univers déjà connus par tous […], mais la pente naturelle du JDR, du fait justement que le système est à la remorque de l'univers, c'est de créer des univers chaque fois différents, toujours plus spécifiques.
Alors que dans un JN, le background et les règles sont une seule et même chose. »

— Maitre Sinh, Jeux Narratifs : tout ce que vous avez toujours voulu savoir

### Dans le sens de The Forge
Au sein de la communauté de The Forge (en), le terme « histoire » (story) désigne un récit (transcript) forçant l'auditeur à émettre un jugement, à prendre parti, à s'engager, et ce faisant à éprouver une émotion. L'auditeur peut être en accord ou en désaccord avec le récit, mais il a pris parti — et en jeu de rôle, les auditeurs sont aussi les joueurs. Une « histoire » peut émerger de tout type de jeu, il n'y a donc pas  à proprement parler de jeu narrativiste, mais une manière narrativiste de jouer (même si les règles peuvent inciter à jouer de cette manière).
Un jeu est dit « narrativiste » si, dans ses mécanismes, il pousse les joueurs à s'engager, ou bien s'il met en œuvre un « aspect problématique de l'existence humaine ». Typiquement, le jeu comprend un dilemme moral, ou bien les motivations provoquent des conflits entre personnages — entre personnages-joueurs et personnages non-joueurs, ou bien au sein du groupe de personnages-joueurs. Les décisions des joueurs doivent intervenir dans la résolution du conflit.
Edwards parle de Story Now, « l'histoire maintenant », puisque « l'histoire » — l'élément qui pousse les joueurs à prendre parti — est créé « maintenant » — par les joueurs pendant la partie, la créativité des joueurs étant concentrée sur ce point.
Les jeux narrativistes partent donc de prémisses (premises) : les opinions, les positions morales des personnages, des considérations humaines problématiques (problematic human issues) ; elles posent une question aux joueurs. Ces prémisses peuvent être propres à chaque personnage, ou bien peuvent provenir du cadre de jeu (du monde fictionnel).
Cette notion de dilemme et conflit centré sur les personnages est en opposition avec la notion d'événements préétablis, donc de scénario. En effet, la créativité des joueurs est mobilisée pour résoudre la situation, il n'est pas possible de prédire son évolution.

### Dérive du sens
Les jeux narrativistes au sens « forgien » vont donc à l'encontre de la notion de scénario préétabli et insistent sur l'engagement moral des joueurs, en tant que personnes. Pour mettre ceci en œuvre, certains auteurs ont développé des jeux de rôle à autorité partagée ou à responsabilité partagée. Cette notion s'oppose aux jeux de rôle dits « classiques » ou « à scénario ». Le terme « narratif » ou « narrativiste » est donc parfois utilisé pour désigner des jeux à responsabilité partagée. Selon Frédéric Sintes, le narrativisme est une manière de jouer et n'est pas lié au type de jeu de rôle (à MJ et scénario ou à narration partagée) : on peut jouer à un jeu à responsabilité partagée sans engagement moral du joueur, donc un tel jeu n'est pas narrativiste au sens forgien ; et à l'inverse, on peut créer un engagement moral des joueurs dans un jeu de rôle « classique » (avec MJ et scénario).

### Des jeux indépendants?
On parle parfois de jeux indépendants ou indie pour désigner les jeux narratifs, puisqu'il s'agit en général de jeux qui ne sont pas publiés par des éditeurs importants mais en auto-édition. Cependant, il n'y a pas de lien entre le fait qu'un jeu soit « indépendant » — encore faudrait-il s'accorder sur le sens exact du terme — et qu'il soit de type narratif.
Notons que The Forge est une communauté qui se revendique « indépendante », dans le sens où les auteurs s'attachent à développer leurs jeux selon leurs propres goûts et convictions, sans se laisser influencer par des demandes de joueurs ou d'éditeurs, par le marché. Cette indépendance est garantie par l'auto-édition.

## Quelques jeux emblématiques
- My Life with Master (en), Paul Czege, Half Meme Press (2003)/La Boîte à Heuhh (2012) ;
- Wushu, the Ancient Art of Action Role-Playing, Daniel Bayn, danielbayn.com (2003) ;
- Dogs in the Vineyard (en), D. Vincent Baker (en), Lumpley Games (2005)/Lapin Marteau (à paraître) ;
- Dirty Secrets, Seth Ben-Ezra, Dark Omen Games (2007) ;
- Role-playing poem, Tomas Mørkrid (2007) ;
- Fiasco, Jason Morningstar, Bully Pulpit Games (2009)/Edge Entertainment (2012) ;
- Polaris, Ben Lehman, These Are Our Games (2009)/500 nuances de geek (2015) ;
- Apocalypse World, D. Vincent Baker (en), Lumpley Games (2010)/La Boite à Heuhh (2012).
- Le comité pour l'exploration des mystères, 500 nuances de geek (2012)

## Historique
Le terme « narrativisme » date de la fin des années 1990 : des joueurs de jeu de rôle ont réfléchi sur les manières de jouer et ont décrit le « modèle à trois volet », qui est devenu la « théorie LNS » :
- L pour ludisme (gamism), une pratique centrée sur les défis aux joueurs (et non aux personnages) ;
- N pour narrativisme (narrativism), où les joueurs cherchent à créer une histoire « satisfaisante » ;
- S pour simulationnisme (simulationism), où les joueurs prennent plaisir à faire évoluer leurs personnage dans un univers fictif suivant des lois impartiales.

Selon le journal Jeu de rôle magazine, l'apparition des jeux narratifs est une évolution « logique » des jeux de rôle. En effet, les jeux de rôle sont issus des jeux de guerre (wargames). Initialement très marqué par le combat, ils s'en sont peu à peu écarté en mettant en avant d'autres types d'interaction avec l'univers de fiction : enquêtes, interactions sociales et pour le joueur, moins de choix tactiques et plus d'interprétation du rôle. Donc par rapport à la trichotomie LNS, moins de L et plus de S. Dans les années 2000, le jeu de rôle connaît un déclin, des joueurs naguère étudiants sont entrés dans la vie active et ont moins de temps pour jouer ; ils cherchent donc une autre manière de jouer. Le développement de l'Internet permet la naissance d'une communauté de jeux de rôle amateurs, « indie » (indépendants). La communauté narrativiste est issue de cette communauté « d'actifs amateurs ». Dans les jeux de rôle classiques, le meneur de jeu est parfois obligé de tordre les règles, de tricher, pour que l'histoire puisse avancer : le système simulationniste est parfois un frein à la narration, au fond, le système importe peu (system doesn't matter). Des auteurs créent donc des jeux où le système a pour but non pas de simuler le fonctionnement d'un univers, mais de faire avancer la narration ; le système prend alors de l'importance (system does matter).
Le terme « jeu narratif » est une traduction de l'anglais story game (ou storygame). Ce terme a été inventé dans les années 2000 par Cliton R. Nixon sur le forum de discussion Internet de RPG.net, pour mettre fin à une polémique consistant à savoir si le jeu My Life with Master (en) était un jeu de rôle ou pas,.

## Mécanismes
Partons du jeu de rôle. Une partie de jeu de rôle est dite narrativiste si elle est centrée sur les personnages et leurs relations, et que ceci fait émerger un problème moral. Le fait de favoriser une thématique précise peut amener à faire faire des choses contraires au caractère du personnage.
Un jeu de rôle est dit narratif s'il introduit des règles régissant le déroulement de l'histoire, et non plus seulement la simulation des actions proposées par les joueurs. Cela implique nécessairement l'atténuation du rôle du meneur de jeu, dont le rôle spécifique peut dans certains cas être anecdotique voire disparaître. Par exemple :
- les règles brident les options narratives du meneur de jeu ;
- certains éléments narratifs sont introduits de manière aléatoire, par le biais de cartes ou de jets de dés ;
- lorsqu'un personnage tente une action et que le jet de dé indique un échec, l'action réussit mais cela introduit une « complication narrative » (en anglais fail and forward, littéralement « on échoue et on progresse ») ;
- les règles permettent au joueur d'intervenir dans la narration au-delà de ce que décide de faire le personnage du joueur ; typiquement, le joueur peut inventer des éléments du décor ou bien invoquer des événements indépendants de son personnage.

Les responsabilités du meneur de jeu sont donc distribuées parmi les joueurs. Il peut rester un joueur particulier gardant un certain nombre de responsabilités, sorte de « meneur de jeu amoindri ». La fonction de meneur de jeu peut aussi être tournante, ou bien être répartie entre plusieurs joueurs.
Par exemple, My Life with Master (en), est un jeu de rôle relativement classique (avec meneur de jeu et scénario), mais avec très peu de caractéristiques chiffrées, et qui servent essentiellement à savoir si un personnage — le serviteur d'un maître maléfique — réussit à désobéir au maître, à vaincre sa peur par lassitude ou à évaluer le dégoût que lui inspire sa mission. La plupart des caractéristiques sont des qualificatifs : le genre du maître (plutôt cérébral ou bestial), son type (prédateur, collectionneur, éleveur ou mentor), ses besoins et désirs.
Dans Apocalypse World, il n'y a pas de scénario pré-écrit, les joueurs ont huit actions narratives possibles — agir face au danger, agresser quelqu'un, prendre par la force, séduire ou manipuler, faire le point, cerner quelqu'un, ouvrir son cerveau, aider ou interférer — et le « maître de cérémonie » (le pseudo-meneur de jeu) en a quinze — décrire les échecs des personnages (blessures, perte de matériel), annoncer un problème à venir, préparer une opportunité aux personnages…
Dans Fiasco, il n'y a pas de pas de meneur de jeu. Il n'y a pas non plus d'univers fictionnel ni de scénario, mais un cadre (Far West, banlieue américaine…), et les personnages ont des liens entre eux (un objet, un lieu, une motivation…). Ces liens sont déterminés en début de partie, et sont le moteur du jeu, ce sont eux qui créent le positionnement moral des joueurs. Les joueurs racontent chacun leur tour une scène mettant en jeu leur personnage ; soit ils choisissent le début et les autres joueurs imposent la conclusion, soit l'inverse. Les scènes « à vivre » par un personnage sont donc déterminées par le joueur du personnage lui-même, et dans ce cas ce sont les autres joueurs qui déterminent la réussite ou l'échec de la scène ; ou bien la scène est déterminée par tous les autres joueurs, et c'est le joueur du personnage qui détermine la réussite ou l'échec. La détermination réussite/échec est cadrée par le fait qu'il doit y avoir autant de réussites que d'échec pour toute la partie (par un système de dés blancs ou noirs, en nombre égal, à attribuer à chaque scène). La responsabilité du meneur de jeu est donc séparée en deux — proposer la situation, et indiquer la conséquence des actes du personnage-joueur —, et est répartie entre le joueur dont le personnage est au centre de la scène, et les autres joueurs.
Dans Polaris : Chivalric Tragedy at Utmost North, on a également une notion de pouvoir tournant. Le jeu se joue à quatre joueurs. Le personnage d'un des joueurs est au centre de la scène (« le Cœur »), et les trois autres joueurs ont une responsabilité donnée : l'adversité (« l'Égaré »), les relations hiérarchiques au sein de l'ordre de chevalerie (« la Pleine lune »), et les relations affectives (« la Nouvelle lune »). Le positionnement moral est induit par le système de résolution : le Cœur doit arriver à un compromis avec l'Égaré.